# Mai 1916

## Événements
- Le premier ministre canadien Robert Borden annonce qu’il instituera la conscription. Manifestations au Québec.
- L’Allemagne renonce à couler les vaisseaux civils ennemis sans avertissement.
- Russie : 3,3 millions de réfugiés.
- Première collection de Coco Chanel, qui lance le jersey[1].
- Mai - août : le débarquement franco-britannique aux Dardanelles est repoussé.

- 1er mai : 
  - Plusieurs milliers d’ouvriers manifestent à Berlin contre la guerre à l’appel de Die Internationale. Karl Liebknecht est arrêté.
  - Pétain, nommé commandant du armées du Centre, laisse la direction de la bataille de Verdun à Nivelle.

- 2 mai : entrée en service de l’avion de chasse Nieuport 17 dans l’escadrille française 57.

- 5 mai : à la suite de troubles, le président Wilson envoie des troupes en République dominicaine à la demande du président Juan Isidro Jiménez.

- 6 mai : 
  - Kigali tombe aux mains des troupes belgo-congolaise[2].

- 7 mai : premier raid aérien allemand nocturne sur Londres.

- 9 mai (AOF)[3] : bataille d'Amdéramboukane. Fin de la résistance Touareg contre la pénétration française. Leur chef Firhoun est tué le 25 juin dans le Hoggar.
  - Le commandant militaire Djemal Pacha, alias Al-Saffah (« Le Tueur »), condamne à mort des milliers de nationalistes libanais et syriens à Beyrouth et à Damas, que le Liban commémore encore aujourd’hui ce jour-là de chaque année.

- 13 mai : l’empereur d’Annam Duy Tân est déposé et exilé à La Réunion.

- 15 mai : l’armée austro-hongroise perce les premières lignes de défense italiennes dans le Trentin.

- 16 mai : accord secret Sykes-Picot (Royaume-Uni et France) prévoyant après la guerre le partage des possessions arabes de l’Empire ottoman : statut international de la Palestine ; le Royaume-Uni contrôle la Mésopotamie, Haïfa et Acre ; la France le moutassarifiyyat du Mont-Liban, la Syrie, la Cilicie et la région de Mossoul ; la Russie reçoit le Nord-Ouest de l’Anatolie (Arménie et partie du Kurdistan).

- 22 mai : élection générale québécoise de 1916. Lomer Gouin (libéral) est réélu Premier ministre au Québec.

- 28 mai : premier vol du chasseur britannique Sopwith Triplan.

- 30 mai : 300 miles d'Indianapolis.

- 31 mai - 1er juin : bataille navale indécise entre les flottes allemande et britannique au Jutland.

## Naissances
- Chen Chuanxi, compositeur, et chef-d'orchestre chinois († 27 janvier 2012).
- 1er mai : Glenn Ford, acteur au cinéma canadien († 30 août 2006).
- 6 mai : Geneviève Callerot, agricultrice et romancière française († 16 janvier 2025).
- 11 mai : Camilo José Cela, écrivain espagnol († 17 janvier 2002).
- 17 mai : Paul Quinichette, saxophoniste de jazz américain († 25 mai 1983).
- 24 mai : Raoul André, réalisateur et scénariste français, père de l'animatrice, chanteuse et productrice de télévision française Ariane Carletti († 4 novembre 1992)
- 26 mai : Edmond Delathouwer, coureur cycliste belge († 16 août 1994).
- 31 mai : Judy Campbell, actrice et chanteuse britannique, mère de la chanteuse et actrice britannique Jane Birkin († 6 juin 2004).

## Décès
- 4 mai : Hector-Irénée Sevin, cardinal français, archevêque de Lyon (° 22 mars 1852).
- 11 mai : Karl Schwarzschild, astrophysicien allemand (° 1873).
- 12 mai : 
  - James Connolly, révolutionnaire et syndicaliste irlandais (° 1868).
  - Joseph-Aldéric Ouimet, homme politique fédéral provenant du Québec.
- 27 mai : Joseph Gallieni, militaire français, maréchal de France, qui laissa une empreinte profonde sur l'histoire de la colonisation française (° 24 avril 1849).
- 16 avril : Pierre-Maurice Masson, écrivain et critique français.
- 29 mai : Louis-Alphonse Boyer, homme politique fédéral provenant du Québec.